# Puerto de Palo
Der Puerto de Palo, französisch Col de Pau, ist ein Pass in den Pyrenäen, der schon zur Zeit der Römer genutzt wurde. Die Römerstraße verband Caesaraugusta (heute Saragossa) mit Benearnum (heute Lescar). 
Der Pass liegt auf 1942 Meter Höhe auf der Grenze zwischen Spanien und Frankreich. Er wird von den Bergspitzen Cotdoquy (2019 m) und Pic de Burq (2105 m) umgeben.
Der heutige Fußweg verbindet das Tal Val de Labrénère im Béarn mit dem Valle de Hecho in Aragonien. Die Reste der Römerstraße, die unter Antoninus Pius gebaut wurde, sind noch im Waldgebiet Selva de Oza begehbar. 